# Paul Weatherwax
Paul J. Weatherwax (8 juillet 1900, Sturgis, Michigan - 13 septembre 1960, West Hollywood, Californie) est un monteur américain. Il remporta deux Oscar du meilleur montage pour La Cité sans voiles (1948) et Le Tour du monde en quatre-vingts jours (1957).

## Filmographie partielle
- 1928 : Vamping Venus d'Edward F. Cline
- 1928 : Flying Romeos de Mervyn LeRoy
- 1929 : L'Affaire Burton (The Girl from Havana) de Benjamin Stoloff
- 1930 : Le Tigre de l'Arizona (The Arizona Kid) de Alfred Santell
- 1930 : Le Loup des mers (The Sea Wolf) de Alfred Santell
- 1931 : Body and Soul de Alfred Santell
- 1932 : Hat Check Girl de Sidney Lanfield
- 1933 : Mystérieux Week-end (Broadway Bad) de Sidney Lanfield
- 1934 : Long Lost Father d'Ernest B. Schoedsack
- 1935 : Je veux me marier (The Bride Comes Home)
- 1936 : Une princesse à bord (The Princess Comes Across)
- 1936 : F-Man d'Edward F. Cline
- 1937 : Exclusive
- 1937 : La Folle Confession (True Confession)
- 1937 : L'Amour à Waikiki (Waikiki Wedding) de Frank Tuttle
- 1937 : Champagne valse de A. Edward Sutherland
- 1939 : Les Maîtres de la mer (Rulers of the Sea) de Frank Lloyd
- 1939 : Femme du monde (Cafe Society) d'Edward H. Griffith
- 1940 : En route vers Singapour (Road to Singapore) de Victor Schertzinger
- 1941 : Le Dragon récalcitrant
- 1941 : Vedette à tout prix (Kiss the Boys Goodbye) de Victor Schertzinger
- 1942 : La Fille de la forêt (The Forest Rangers) de George Sherman
- 1947 : Fun on a Weekend d'Andrew L. Stone
- 1948 : La Cité sans voiles de Jules Dassin
- 1951 : Le Rôdeur (The Prowler) de Joseph Losey
- 1951 : Symphonie en 6.35 (Behave Yourself!) de George Beck
- 1952 : Beware, My Lovely de Harry Horner
- 1952 : Deux Dégourdis à Tokyo (Back at the Front) de George Sherman
- 1953 : Filles dans la nuit (Girls in the Night) de Jack Arnold
- 1953 : Le Météore de la nuit de Jack Arnold
- 1953 : Le Prince de Bagdad (The Veils of Bagdad) de George Sherman
- 1953 : Démasqué (The Lone Hand) de George Sherman
- 1957 : Le Tour du monde en quatre-vingts jours de Michael Anderson
- 1961 : Un raisin au soleil (A Raisin in the Sun) de Daniel Petrie